# Região geográfica intermediária
Região geográfica intermediária ist die 2017 durch das Instituto Brasileiro de Geografia e Estatística neu eingeführte Gliederung Brasiliens nach statistisch-geographischen Regionen. Sie ersetzt die frühere Gliederung als Mesoregionen, die mehrere kleinere Einheiten beinhalten. Sie haben keine gebietskörperschaftliche Funktion.
Die Gliederung in Mesoregionen und Mikroregionen war seit 1989 in Kraft, dabei wurden zunächst die Mesoregionen bestimmt, danach diese in kleinere Regionen, die Mikroregionen, unterteilt. Bei der Neugliederung nach geographischen Regionen erfolgte die Vorgehensweise umgekehrt: zunächst wurden die Regiões Geográficas Imediatas, das sind die unmittelbar (imediata) nebeneinander liegenden municípios (politischen Gemeinden) bestimmt, danach die zugehörige Região geográfica intermediária (mittelbar).
Maßgeblich sind gleichartige Elemente bei den „Unmittelbaren Geographischen Regionen“ wie Land- und Bevölkerungsstrukturen, Wirtschafts- und Arbeitsmarktlage, die zu größeren Regionen zusammengefasst werden. Die „Mittelbaren Geographischen Regionen“ führen eine vierstellige Codenummer.
Ähnliche Gliederungen finden sich in Europa z. B. mit NUTS und LAUs.